# Theridion subpingue
Theridion subpingue là một loài nhện trong họ Theridiidae.
Loài này thuộc chi Theridion. Theridion subpingue được Eugène Simon miêu tả năm 1908.